# Maëlle Garbino
Maëlle Garbino, née le 9 août 1996 à Vienne en Isère, est une footballeuse professionnelle française. Elle évolue au poste de milieu de terrain au sein du club du Paris FC.

## Carrière
Formée à Lyon, elle est transférée à l'AS Saint-Étienne début juillet 2016.
Le 13 juin 2018, les Girondins de Bordeaux annoncent l'engagement de Maëlle Garbino pour deux saisons.
À la suite d'un très bon début de saison 2022-2023, elle est convoquée pour la première fois en novembre 2022 par Corinne Diacre en Équipe de France féminine de football.

## Palmarès

### En club
- Championne de France (2) : 2015 et 2016 avec l'Olympique lyonnais
- Vainqueur de la Coupe de France (3) : 2015 et 2016 avec l'Olympique lyonnais, 2025 avec le Paris FC

### En sélection
- Finaliste de la Coupe du monde des moins de 20 ans en 2016

## Statistiques détaillées
| Saison                | Club                  | Championnat           | Championnat | Championnat | Coupe(s) nationale(s) | Coupe(s) nationale(s) | Compétition(s) continentale(s) | Compétition(s) continentale(s) | Compétition(s) continentale(s) | Total | Total |
| Saison                | Club                  | Division              | M.          | B.          | M.                    | B.                    | Comp.                          | M.                             | B.                             | M.    | B.    |
| 2014-2015             | Olympique lyonnais    | D1                    | 3           | 0           | 3                     | 3                     | WCL                            | -                              | -                              | 6     | 3     |
| 2015-2016             | Olympique lyonnais    | D1                    | 2           | 0           | 1                     | 1                     | WCL                            | 1                              | 0                              | 4     | 1     |
| 2016-2017             | AS Saint-Étienne      | D1                    | 14          | 5           | 3                     | 0                     | -                              | 0                              | 0                              | 17    | 5     |
| 2017-2018             | AS Saint-Étienne      | D2                    | 7           | 2           | 1                     | 0                     | -                              | 0                              | 0                              | 8     | 2     |
| 2018-2019             | Girondins de Bordeaux | D1                    | 0           | 0           | 0                     | 0                     | -                              | 0                              | 0                              | 0     | 0     |
| Total sur la carrière | Total sur la carrière | Total sur la carrière | 26          | 7           | 8                     | 4                     | -                              | 1                              | 0                              | 35    | 11    |